# Skomielna Biała
Skomielna Biała este un sat în Polonia (Voievodatul Mica Polonie). În 2006 avea o populație de 2.700 locuitori.